# Бьогю
Бьогю е каган на Уйгурския каганат, управлявал през 759 – 779 година.

## Живот
Той е син на кагана Моянчур и внук на основателя на каганата Кутлуг I Билге. След встъпването си на престола Бьогю пренася столицата в Орду Балък на река Орхон, а малко след това, през 762 година, приема согдийски мисионери манихеи, чиято вяра приема в Лоян (на китайска територия). Заради това в уйгурски манихейски текстове той е наричан Захани Мани („Еманация на Мани“).
Масовото разпространение на манихейството сред населението на каганата е слабо вероятно, като по-скоро то е на почит най-вече сред висшите слоеве на уйгурското общество. Че то не е еднородно в религиозно отношение се вижда от факта, че в 779 г. самият Бьогю става жертва на антиманихейски преврат, възглавяван от неговия родственик, вероятно негов вуйчо – Тун Бага.
Пълният титул на Бьогю е Тенгри Елтутмиш Алп Кюлюг Инги Билге (Tängri Eltutmyš Alp Külüg Ingi Bilge) каган.